# Homer Loves Flanders
«Homer Loves Flanders» (с англ. — «Гомер любит Фландерса») — шестнадцатый эпизод пятого сезона мультсериала «Симпсоны». Премьера эпизода состоялась 17 марта 1994 года.

## Сюжет
Гомер безуспешно пытается выиграть билеты на футбольный матч на радиоконкурсе. Нед выигрывает билеты и приглашает Гомера в качестве своего гостя. Хотя ему не нравится Фландерс, Гомер соглашается, потому что отчаянно хочет присутствовать на игре. Нед оплачивает всю еду и убеждает победившего квотербека отдать мяч Гомеру. Пораженный щедростью Неда, Гомер подружился с Недом и его семьей.
Чрезмерные проявления благодарности Гомером очень раздражают Неда и его семью, из-за нарушения привычного семейного уклада. Семьи Фландерсов и Симпсонов вместе отправляются в поход, но не ладят. Когда Симпсоны начинают драку за еду, Нед говорит своей жене, что возненавидел Гомера.
Вернувшись домой, Гомер не обращает внимания на враждебность Неда. Он прибывает в дом соседа, желая поиграть в гольф, но Нед с семьёй садятся в машину и мчатся без него. Нед, остановленный шефом Виггамом за превышение скорости, проходит тест на трезвость под неодобрительные взгляды горожан. В церкви, когда все прихожане склоняют головы в молитве, Гомер очень громко вдыхает через нос, из-за чего Нед кричит на него. Это тревожит прихожан, которые еще больше расстраиваются из-за Неда. Но Гомер заступается за Фландерса и убеждает дать ему еще один шанс…
На следующей неделе все возвращается на круги своя, поскольку Гомер снова раздражен Недом. Эпизод заканчивается тем, что Симпсоны проводят ночь в доме с привидениями, полученном в наследство от двоюродного деда Гомера, Бориса. Выключив свет, они видят то, что заставляет их кричать от ужаса.

## Культурные отсылки
- Сцена, в которой Гомер догоняет уезжающую машину Фландерсов и цепляется клюшками для гольфа за задний бампер, — пародия на аналогичную сцену в фильме «Терминатор 2: Судный день».
- Можно заметить, что у Фландерсов на стене висит картина Леонардо да Винчи «Тайная вечеря».
- Мо в приюте для бездомных читает роман «Маленькие женщины» Луизы Мэй Олкотт.